# جین (دین)

نماد آیین جین

آیین جَین یا جَینیسم (به فرانسوی: jaïnisme، ژَینیسْم) (به هندی: जैन धर्म، جَن‌دارْم) یکی از دین‌های هندی است، که از هند و در سده ۵ تا ۷ قبل از میلاد برخاسته است. آیین جین هدفش را فراهم کردن مسیری به سمت پاکسازی روحانی و رستگاری معرفی می‌کند، که بر اساس اعتقادات این آیین، از طریق زندگی بر پایه سنت آهیمسا (پرهیز از آزار هرگونه جاندار) قابل دستیابی است.
آیین جین یکی از کهن‌ترین دین‌های هند است که بر پایه اصل بنیادین پرهیز از خشونت بنا شده است. پیروان این آیین معتقدند که نباید به هیچ موجود زنده‌ای، از انسان و حیوان گرفته تا گیاهان، آسیب رساند. علاوه بر این، عدم وابستگی به مادیات و پذیرش این که حقیقت جنبه‌های گوناگونی دارد، از دیگر ویژگی‌های مهم آن است. این آیین در واقع به عنوان یک جنبش اصلاحی در برابر برخی سنت‌های قدیمی‌تر مانند قربانی کردن حیوانات و نظام طبقاتی ظهور کرد. آموزه‌های آن توسط پیشوایان روحانی آموزش داده می‌شد و آخرین آن‌ها، ماهاویرا، نقش مهمی در سازماندهی و گسترش آن داشت. هدف نهایی پیروان آیین جین، رهایی روح از چرخه بی‌پایان تولد و مرگ است؛ آن‌ها معتقدند که با رفتار درست و به‌ویژه با رعایت اصل عدم خشونت، روح از تمام وابستگی‌ها و تأثیرات مادی پاک شده و به آرامش و رهایی ابدی می‌رسد.
در واقع کلمه جین (जैन) از لغتی در زبان سانسکریت می‌آید که به معنی فتح کردن است. این اشاره‌ای به جنگی درونی علیه نفسانیات، شهوات و حواس بدنی است، که راهبان آیین جین باور داشتند، آن‌ها را به دانستن همه چیز، و پاکسازی روان یا رستگاری می‌رساند.
آیین جین در کنار دین هندویی و آیین بودایی تنها مذاهب زنده هند باستاناند. آیین جین در گذر تاریخ رفته‌رفته به فرهنگی مبدل شده و نقش عمده‌ای در توسعه فلسفه و منطق، هنر و معماری، ریاضی و نجوم و ادبیات هندی داشته است. آیین جین مفاهیم مشترک زیادی با هندوئیسم و آیین بودایی دارد، که ناشی از پیش‌زمینه فرهنگی و زبانی مشترک آن‌ها است.
مورخان در گذشته عموماً به آیین جین چونان شاخه‌ای از هندوئیسم یا بدعتی در آیین بودایی می‌نگریستند، ولی مقبولیت این دیدگاه‌ها امروزه از میان رفته است، چنان‌که به نقل از دانشنامه بریتانیکا آیین جین را باید پدیده‌ای مستقل نگریست، که بخشی جدایی‌ناپذیر از سنت‌ها و باورهای رایج در آسیای جنوبی را تشکیل می‌داده است.
به گفته دانشنامه کلمبیا آیین جین در اعتراض به آداب آیین هندوئیسم، به‌ویژه مراسم قربانی کردن در آن و قدرت و نفوذ وداها به وجود آمد. پیدایش آیین جین را به ۲۴ پیشوا نسبت می‌دهند، که یکی پس از دیگری، جانشین هم شده‌اند. بنا بر دانشنامه کلمبیا به‌نظر می‌آید آخرین این پیشوا - که نامش مهاویرا بود- شخصیتی واقعی (و نه افسانه‌ای) دارد. مهاویرا رهبانیت بسیار شدید، و مراقبت خود در تمام زندگی جهت گریز از چرخه باززایی را آموزش می‌داد.
پیروان این آیین، در سراسر جهان پراکنده شده‌اند. آماری دقیق دربارهٔ شمار پیروان این آیین در دست نیست. دانشنامه بریتانیکا شمار ایشان نزدیک به چهارمیلیون تن در هند و صدهزار تن در دیگر نقاط جهان برآورد کرده است. دانشنامه کلمبیا شمار آنان را پنج میلیون تخمین می‌زند.

## پیشینه
دین جینی در هند کهن‌ترین دین در میان ادیانی است، که بنیان‌گذاری معین آن را به وجود آورده است. همچنین این دین در خلال چند سده پیاپی، نخستین کوشش سازمان‌یافته بود که زیر نظر یک رهبر قدرتمند سعی در رشد و ارتقای دین هندویی داشت.
در میان دو خیزش اصلاحی بودایی و جینی که کمابیش به‌طور هم‌زمان پدید آمدند، مکتب جینی اندکی متقدم‌تر است، این دین برخلاف آیین بودای هرگز در بیرون هند پیشرفتی نداشته است و در خود هند هم بیشتر به مناطق کوچکی که در غرب و جنوب هند محدود است و حتی درصد این اقلیت دینی در هند نسبت به کل جمعیت هندوستان به تدریج رو به کاهش می‌رود.
دین جینی در معماری و باستان‌شناسی هند جایگاهی مهم دارد. تپه تاریخی «استوپا» ی جینی که در ماتورا به یادگار مانده است، کتیبه‌ای دارد، که تاریخ نگارش آن در حدود آغاز دوره مسیحیت است. این بنای مذهبی که از آجر بنا شده، احتمالاً کهن‌ترین بنای شناخته شده هند است.
پرستشگاه‌های جینی در احمدآباد، الورا، اجمیر و کوه ابو در غرب هند و معبد سنگی جاینی در کالی‌گامالای در جنوب هند، جزو ذخایر معماری آن سرزمین به‌شمار می‌آیند.

## بنیادگذار
به اعتقاد جین‌ها بنیادگذار این آیین مهاویرا یعنی بزرگ قهرمان، نامیده می‌شود. نام اصلی او ناتپوته وردمانه بود. مهاویره در سده ششم قبل از میلاد درسال ۵۵۹ قبل از میلاد در قصبه وایشالی از توابع پتنه، مرکز ایالت بیهار و در خانواده‌ای از طبقهٔ کشتریه اشرافی به دنیا آمد؛ که ۲۳ پیشوا طی هزاران سال پیش از او برخاسته بودند و او بیست و چهارمین پیشوا است.

## اصول و مبانی جین
1. هستی‌شناسی
2. معرفت‌شناسی
3. کرمه
4. ریاضت
5. تهذی

## باورها
آیین جین متکی بر آموزش است نه بر مساعدت یک وجود الوهی یا هر چیز دیگر. خدا یا خدایان نیز همچون قسمتی از جهان شناخته می‌شوند نه موجوداتی برتر یا خارج از جهان و فرایندهایی که در آن ساری و جاری هستند.
جین‌ها باور دارند که جهان نه آفریده شده و نه از بین می‌رود. آن‌ها روزهٔ خاصی به نام سانتارا یا سانثارا یا روزهٔ منجر به مرگ دارند. کسی که مرگش را نزدیک حس کند و همهٔ وظایف دینی اش را نیز انجام داده باشد می‌تواند تصمیم بگیرد با کاستن تدریجی از خوردن و آشامیدنش کم‌کم بمیرد. این کار ممکن است حدود ۱۲ سال طول بکشد.
جین‌ها پوشیدن لباس را برای راهبان مرد حرام می‌دانند و معتقدند مهاویرا در حال ریاضت و ترک تعلقات نفسانی، پس از مشاهده تعلق خاطر خود به حیا، همه لباس‌های خود را بیرون آورد و تا آخر عمر برهنه به سر برد.
در حدود سال ۷۹ قبل از میلاد، میان پیروان این مذهب در مورد حدود برهنگی راهبان مرد اختلاف و دودستگی پدید آمد:
- فرقه آسمان‌جامگان (digambara) هیچ لباسی را نپذیرفتند.
- فرقه سفیدجامگان (Svetambara) گفتند استفاده از اندکی پارچه غیر دوخته جایز است.

راهبه‌های زن در هر دو فرقه از لباس بلند و ساده غیر دوخته استفاده می‌کنند.
گاندی رهبر انقلاب هندوستان تحت تأثیر این آئین لباس‌های دوخته ایام جوانی را کنار نهاد و تنها از مقداری پارچه سفید استفاده می‌کرد.
آیین جین تنها آیینی است که در آن از راهبه تا مردم عادی همه باید گیاه‌خوار باشند و از خوردن جانوران بپرهیزند. حتی برخی از آنان از خوردن سیب‌زمینی و بسیاری از گیاهان زمینی خودداری می‌کنند، چراکه باور دارند، برای تهیه این خوراکی‌ها نیاز به کندن گیاه از ریشه است، که منجر به مرگ گیاه می‌شود.
از دیگر اصول عقیدتی آن‌ها، پیمان‌هایی‌ست که عبارتند از:
1. آسیب نرساندن به دیگران (آهیمسا)
2. راستگویی (ساتیا)
3. پرهیز از تمایلات نفسانی و جسمانی (برهماکاریا)
4. پرهیز از دست بردن به مال دیگران (آستیا)
5. تجرد از دلبستگی‌های دنیوی و بی‌نیاز بودن از مال دنیا و عزلت گزیدن از آن (آپاریگراها)[۳]

## متون مقدّس
فرقه دیگمبره: کتاب مقدّس این فرقه پوروه‌ها (متون کهن) که تعداد آن‌ها چهارده تا بوده است ولی دیگر این کتاب وجود خارجی ندارد و از بین رفته است و متفکّران این فرقه هیچ متن دیگری را تأیید نمی‌کنند.
فرقه شوتامبره: اعلام می‌کند هرچند امروزه پوروه‌ها از بین رفته‌اند ولی متون دیگری نیز دارند:
1. سیدانته‌ها (ذخایر)
2. آگمه‌ها (فرایض)

این متن‌ها در مجموع چهل و پنج کتاب می‌باشند، و به شش گروه تقسیم می‌شوند:
- آنگه‌ها (شاخه‌ها)
- اوپنگه‌ها (شاخه‌های فرعی)
- پرکیرنکه‌ها (گوناگون)
- چده سوتره‌ها (متون انضباطی)
- چولیکاسوتره‌ها (متون ضمیمه‌ای)
- مو له سوتره‌ها (متون اساسی)

زبان اصلی متون جاینی اَردمگدی یکی از مشتقات زبان پراکریت است.

## پیروان
هم‌اکنون حدود ۲ میلیون پیرو آیین جین در هندوستان وجود دارد و در پاکستان نیز در حدود سیصدهزار نفر، و جمعیّت جهانی جین‌ها در حدود چهار میلیون نفر برآورد شده است؛ که لباس کامل به تن می‌کنند و به جای گدایی سرگرم تجارت هستند و وضع اقتصادی خوبی دارند. آنان آیین خود را نوسازی کرده‌اند و تنها قدیسان و اندکی از ایشان در زندگی به روش‌های عجیب باستان روی می‌آورند.